# Provincia di Muğla
La provincia di Muğla (in turco Muğla ili) è una provincia della Turchia.
Dal 2012 il suo territorio coincide con quello del comune metropolitano di Muğla (Muğla Büyükşehir Belediyesi).

## Geografia antropica

### Suddivisioni amministrative

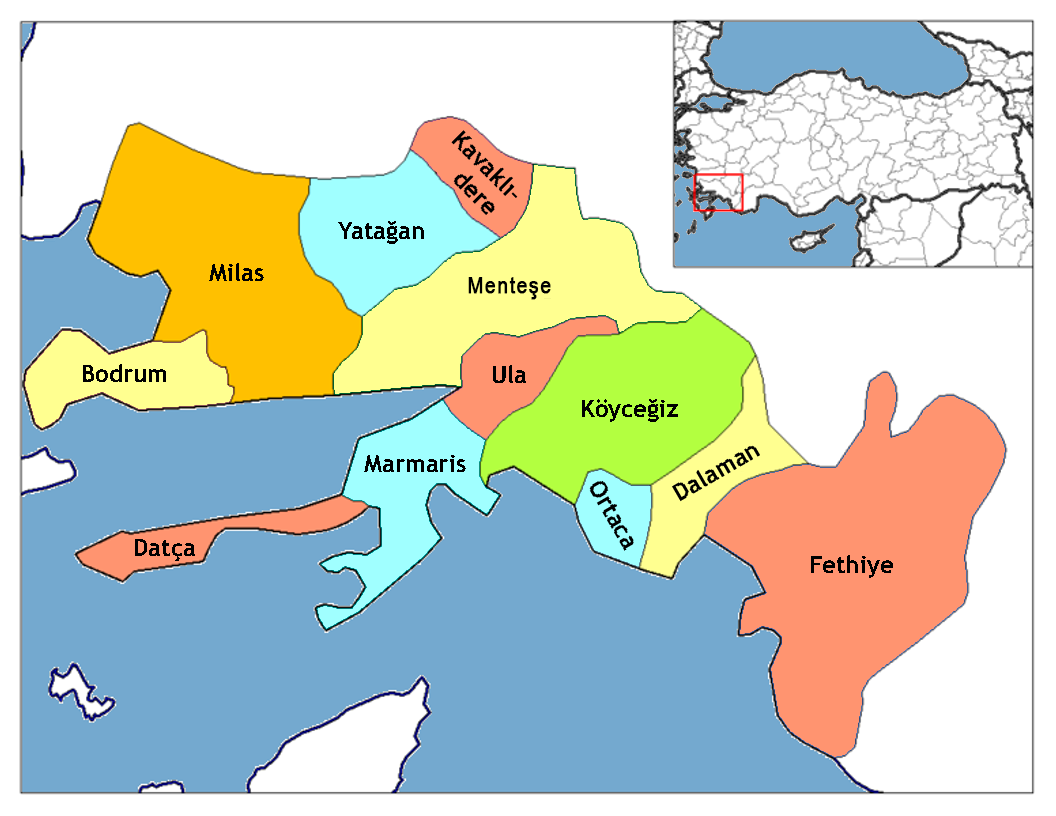
Distretti della provincia di Muğla prima del 2012

La provincia è divisa in 13 distretti: 	
- Bodrum
- Dalaman
- Datça
- Fethiye
- Kavaklıdere
- Köyceğiz
- Marmaris
- Menteşe
- Milas
- Ortaca
- Seydikemer
- Ula
- Yatağan

Nel 2012 il distretto centrale di Muğla è stato soppresso e sostituito dal nuovo distretto di Menteşe. Nel contempo è stato creato il distretto di Seydikemer scorporandone il territorio dal distretto di Fethiye.
Fanno parte della provincia 61 comuni e 398 villaggi.